# 温莎 (科罗拉多州)
温莎（英語：Windsor），是美国科罗拉多州韦尔德县和拉里默爾縣下属的一座城市。建市于1890年4月15日，面积大约为24.756平方英里（64.118平方公里）。根据2010年美国人口普查，该市有人口18,644人。2011年估计该市有人口19,066人，相比2010年人口增长率为2.26%。同时，论人口该市是科罗拉多州第27大城市。